# حصار هوجوجي-دونو
حصار هوجوجي-دونو أو معركة قصر هوجوجي (باليابانية: 法住寺合戦، بالروماجي: Hōjūjidono Kassen) معركة ضمن حرب غينبيه حدثت عام 1184 في مدينة كيوتو بدأتها قوات ميناموتو نو يوشيناكا المتمردة على سلطة زعامة قبيلة ميناموتو في كاماكورا، وكانت مفتاح الخلاف بين يوشيناكا ويوريتومو.

## الأحداث
برغبته بإنتزاع سلطة العشيرة من ابن عمه يوريتومو، قاد يوشيناكا معارك خاصة وحصد عدة إنتصارات على قبيلة تايرا منها إنتزاع مدينة كيوتو عاصمة الإمبراطورية من سيطرتهم ثم إنتصاره فيشينوهارا وكوريكارا، قرر بعدها الإنفصال عن سلطة يوريتومو زعيم قبيلة ميناموتو المتواجد في كاماكورا فتآمر مع ميناموتو نو يوكييه للتمرد وأسر الإمبراطور غو-شيراكاوا [الإنجليزية] ثم قيامهم بتشكيل حكومة بأنفسهم في مناطق شمال كيوتو، إلا أن يوكييه لم يدعم يوشيناكا في هذا المخطط ولعب دوراً في إيصال هذه الخطة إلى يوريتومو الذي غضب من تصرف يوشيناكا، بعلمه بخيانة يوكييه هاجم يوشيناكا قصر هوجوجي [الإنجليزية]، قتل المدافعين وحرق المبنى ثم أسر الإمبراطور، بالرغم من معارضة الكثير من النبلاء والرهبان المحاربين [الإنجليزية] ليوشيناكا إلا أنه إستطاع أن يقف ضدهم بأخذه الإمبراطور كرهينة.
في هذه الأثناء وصلت قوات قبيلة ميناموتو الرئيسية بقيادة يوشيتسونيه ونوريوري ويوكييه، وحاصرت العاصمة كيوتو ثم تقابلت مع قوات يوشيناكا في معركة أوجي الثانية وفيها إنهزم يوكييه وإضطر للإنسحاب خارج كيوتو.